# 21237 Suematsu
21237 Suematsu è un asteroide della fascia principale. Scoperto nel 1995, presenta un'orbita caratterizzata da un semiasse maggiore pari a 2,6461686 au e da un'eccentricità di 0,1534794, inclinata di 4,38896° rispetto all'eclittica.
L'asteroide è dedicato all'insegnante giapponese Kenji Suematsu.